# Ulovit miliardáře
Ulovit miliardáře è un film del 2009, diretto da Tomáš Vorel, con Jiří Mádl.

## Trama
Il magnate Patrik Grossmann, alla testa di una potente finanziaria viene ingiustamente accusato di razzismo, mediante una notizia montata ad arte dalla TV e dalla stampa, per aver assalito fisicamente un bambino rom, Lájos. Alla base della fake new sta, coaudiuvato dal giornalista freelance Jiří Skopový, il lobbysta Ivan Lehký, sostenuto nientedimeno che dal primo ministro del paese.
Grossmann e il suo entourage prendono provvedimenti, in primo luogo finanziando la comunità rom, poi cercando di mercanteggiare favori e scambi con tutti gli interessati, non escluso il capitano di polizia Viktor, che contribuisce nel dare la caccia al miliardario ("Ulovit miliardáře"), e infine nel tentativo di effettuare la scalata alla rete televisiva nazionale, attraverso la quale egli intende controbattere le argomentazioni dei detrattori. Anche Ivan Lehký, tuttavia, è interessato ad acquisire la direzione del canale TV.
Ne segue una lotta senza esclusione di colpi, nel corso della quale, attraverso spionaggi e ricatti, praticamente ognuno, salvo forse Grossmann, cerca il proprio tornaconto, travalicando le leggi dell'etica e della morale comuni. Lo spettro di una congiura ebraica viene evocato; uno dei due collaboratori omosessuali di Grossmann, Richard Gold, viene accusato di pedofilia per aver adottato Lájos, e di lì a breve morirà di infarto; e la stessa compagna di Grossmann, la vanesia Katerina Hodzová, annunciatrice delle previsioni meteorologiche in televisione, non è esente da sospetti.
È solo con il rapimento del piccolo David, figlio di Grossmann, che la vicenda può avere un termine, per quanto non propriamente soddisfacente: Grossmann, che era stato incarcerato, è liberato, e viene a patti con il primo ministro; Lehký si insedia stabilmente alla direzione della rete TV; Katerina diventa anchorwoman della stessa rete.